# 765 TCN
765 TCN là một năm trong lịch La Mã.